# Iacobus Gothofredus
Jacques Godefroy, noto in latino come Iacobus Gothofredus e italianizzato in Giacomo o Jacopo Gotofredo (Ginevra, 13 settembre 1587 – Ginevra, 23 giugno 1652), è stato un giurista e politico svizzero.
È noto come redattore del Codice teodosiano.

## Biografia
Jacques Godefroy era figlio di Denis Godefroy e di sua moglie Denise de Saint Yon. Crebbe nella confessione religiosa calvinista. 
Studiò giurisprudenza e storia a Parigi e Bourges. A Bourges divenne ottenne il dottorato in giurisprudenza.
Dopo gli studi tornò a Ginevra nel 1616 e diede alla stampa un'edizione commentata di Cicerone e, nel 1617, una raccolta delle leggi giuliane e papinianiche. Nel 1619 divenne professore all'Accademia di Ginevra (poi Università di Ginevra) e membro del Consiglio dei duecento, un consiglio delle arti. Nel 1622 entrò nel Consiglio dei Sessanta e nel 1629 nel Piccolo consiglio. Nel 1632 ebbe la docenza, e quindi lavorò per la repubblica di Ginevra (1632-1636).
Come sindaco (1637, 1641, 1645 e 1649) fu più volte impegnato in missioni diplomatiche: in Svizzera (Baden 1641), in Piemonte (1632), in Francia (1634, 1636, 1643).
Inoltre tenne lezioni di giurisprudenza all'Accademia di Ginevra.
Godefroy si sposò due volte: nel 1618 con Marie Graffard, e nel 1640 con Susanne de Croso.
La sua opera più importante è la pubblicazione di una edizione critica commentata del Codex Theodosianus, una raccolta di leggi che era alla base del diritto dell'Impero romano, pubblicato nel V secolo. L'edizione a stampa della sua opera apparve, in quattro volumi, nel 1665 a Lione, 13 anni dopo la sua morte; un'altra edizione, in sei volumi, fu pubblicata a Lipsia nel 1736-1745.
Un'altra opera importante è stata la ricostruzione delle XII Tavole, una tra le prime codificazioni scritte del diritto romano.

## Opere

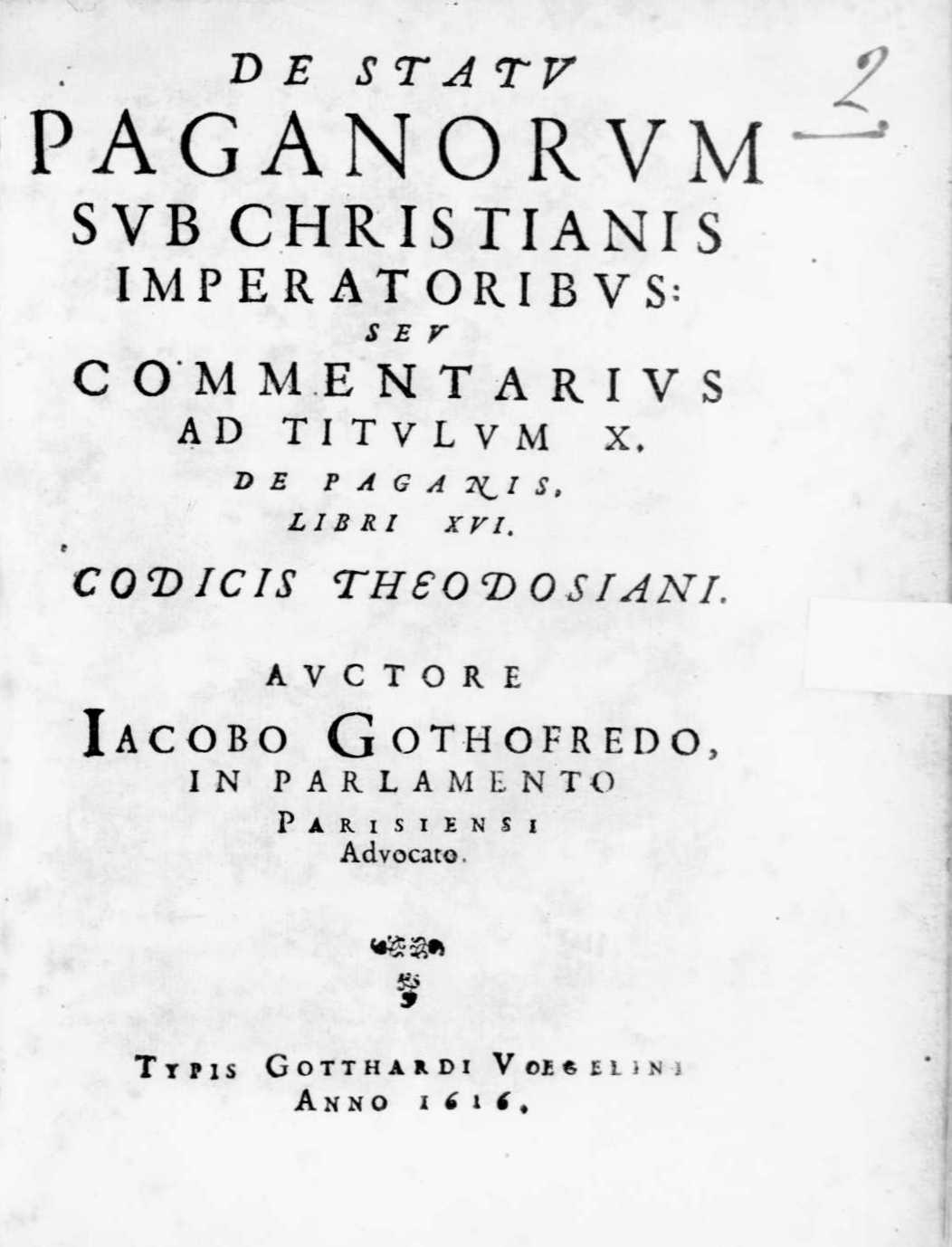
De statu paganorum sub christianis imperatoribus: seu commentarius ad titulum X de paganis libri XVI codicis Theodosiani, 1616

- (LA) De statu paganorum sub christianis imperatoribus: seu commentarius ad titulum X de paganis libri XVI codicis Theodosiani, Heidelberg, Gotthard Vögelin, 1616.
- Mercure Jésuite, Ginevra 1626-32.
- Diatriba de iure praecedentiae, Ginevra 1627 (una diatriba sulla giurisprudenza).
- Orationes politicae tres, Ginevra 1634 (con tre suoi discorsi politici).
- Codex Theodosianus, Lione, 1665; Lipsia 1736-1745